# Grčki građanski rat
Grčki građanski rat (grčki: Ελληνικός εμφύλιος πόλεμος, ellinikos emfilios polemos) je naziv za oružani sukob vođen od 1944. do 1949.god., između vladinih snaga podržavanih od strane Ujedinjenog Kraljevstva (i kasnije i SAD) i Narodnooslobodilačke armije Grčke, (ELAS, grčki: Ελληνικός Λαϊκός Απελευθερωτικός Στρατός, Ellinikos Laïkos Apeleftherotikos Stratos), podržavane od strane zemalja Istočnog bloka Jugoslavije, Bugarske i Albanije (komunista). Pobjeda vladinih snaga trasirala je put Grčke u NATO savez i osigurala južni bok NATO pakta, a time i važni strategijski pravac za Sueski kanal.
Istovremeno, ta pobjeda je udaljila Grčku od susjednih sjevernih socijalističkih zemalja. Grčki građanski rat je bio i prvi primjer poslijeratne komunističke pobune. ELAS je bio pod kontrolom Grčke komunističke partije - KKE, (grčki: Κομμουνιστικό Κόμμα Ελλάδας, Kommounistikó Kómma Elládas) i pomagan od snaga Istočnog bloka (komunista). To je bio prvi veći sukob snaga tzv. socijalizma, komunizma (tj. Istočnog bloka) i tzv. snaga slobodnog svijeta,  tj. kapitalizma (Zapadnog bloka). Isti taj sukob uzima se i za početak takozvnog hladnog rata, niza političko-vojnih konfrotacija, koji je po nekima trajao do pada berlinskog zida (1989.).
U Grčkom građanskom ratu je snažno bila involvirana FNR Jugoslavija, koja je pružala utočište komunističkim partizanima iz Grčke, držala časnike za vezu u njihovim vojnim stožerima, te davala razne vrste vojne pomoći toj strani u ratu. Rat je završio u listopadu 1949. godine, svega tri mjeseca nakon Jugoslavija zatvorila svoje granice za komunističke gerilce i prekinula daljnju vojnu pomoć.
Prva faza građanskog rata odvijala se za vrijeme okupacije Sila Osovine između 1942. – 1944. godine. U njoj su se razne ljevičarski i desničarski pokreti otpora borili jedni protiv drugih za što veći utjecaj i za liderstvo u pokretu otpora.
U drugoj fazi (1944.), ljevičarske organizacije ELAS (vojno krilo) i EAM (politička organizacija), kontrolirali su najveći dio slobodnog teritorija Grčke i protivili su se grčkoj izbjegličkoj vladi iz Kaira, predbacujući joj kolaboracionizam, nesposobnost i nelegimitet.
U trećoj fazi sukoba (1946. – 1946.), vlada desnog centra, izabrana u vrlo kaotičnim uvjetima, borila se protiv oružanih snaga koje je kontrolirala komunistička partija Grčke (KKE). I pored toga što je učešće KKE u otvorenoj pobuni protiv vlade u Ateni bilo općepoznato, partija je ostala legalna sve do zabrane 1948. godine.
Građanski rat je u grčkom društvu ostavio u naslijeđe duboku političku polarizaciju, veliki broj izbjeglica i emigranata, ali je Grčkoj osigurao članstvo u NATO savezu od samog osnutaka, kao i istaknutu ulogu Grčke u tzv. hladnom ratu.

## Pozadina sukoba (1941. – 1944.)
Sile Osovine okupirale su teritorij Grčke; Italija (1941. – 1943.), Njemačka i Bugarska (1941. – 1944.).
Vlada kralja Đure II. pobjegla je u Egipat pod okrilje Ujedinjenog kraljevstva. Tu je formirana i vlada u izgnastvu, koju su priznale vlade zapadnih saveznika ali ne i tadašnji SSSR. Zapadni saveznici, a osobito britanska vlada podržavali su ideju vlade širokog nacionalnog konsenzusa, tako da su u vladu uzeti mnogi novi ministri, čak i ljevičari, dok su iz prijeratne desničarske vlade generala Joannisa Metaxasa 1936. – 1941. ostala samo dva. Prigovori ljevičara na legitimitet izbjegličke vlade bili su i zato što je ona svoju genezu vukla iz prilično diktatorske vladavine. U svakom slučaju, vlada u egzilu nije baš imala neki osobit utjecaj na grčki narod.
Pod okriljem Nijemaca, oformljena je kolaboracionistička - marionetska vlast, premijera Ioannisa Rallisa u Ateni. Ta vlast nikada nije dobila neku veću podršku u narodu, ugled joj je osobito pokopan vrlo lošom ekonomskom politikom koja je dovela do velike inflacije, nestašica pa čak i gladi u pojedinim dijelovima Grčke.
Dio grčkih visokih časnika ušao je u novu marionetsku vlast koja od 1943. (kapitulacija Italije) počinje s osnivanjem paravojnih formacija, sastavljenih od strane lokalnih fašista, osuđenika i ratnih zarobljenika s osnovnom namjerom kontrole teritorija i borbe protiv sve većih i brojnijih lokalnih jedinica otpora okupatoru. Ove jedinice zvale su se - Sigurnosni bataljoni, na svom vrhuncu (1944.) brojni sastav bio im je bio oko 20 000 ljudi. Iako nikad nisu korišteni u borbama protiv savezničkih jedinica već isključivo u borbama protiv domaćih jedinica otpora, osobito ljevičarskog ELAS-a, na taj način su oteretili njemačke okupacione snage.
Nedostatak vlasti na terenu stvorio je vakuum, to su u najvećoj mjeri iskoristili ljevičari osnovavši Narodnooslobodilački Front Grčke, (grčki: Εθνικό Απελευθερωτικό Μέτωπο (ΕΑΜ), Ethniko Apeleftherotiko Metopo) u rujnu 1941. EAM je bio pod kontrolom grčkih komunista (KKE), ali je u skladu s tadašnjim sovjetskim instrukcijama pokušao djelovati kao široka republikanska organizacija, bez jasnih ljevičarskih stavova. Na taj način privukao je mnogo članova nekomunista, i tako postao realna vlast u najvećem dijelu planinske Grčke, kao široka politička organizacija vlasti, na vrhuncu 1944. imao je 1 500 000 članova i simpatizera. Vojno krilo iste organizacije bio je ELAS.
Grčka je pretežno planinska zemlja. U tom razdoblju većina stanovništva je živjela na selu što ju je činilo gotovo idealnom zemljom za gerilsko ratovanje. Okupacijska vlast uglavnom se držala većih naselja uz more i prometnice. Zbog toga je kratko vrijeme nakon okupacije došlo i do prvih geriliskih akcija pomaganih i od strane britanskih komandoskih grupa. Komunisti su kontrolirali i organizaciju OPLA - Organizacija za zaštitu narodnih boraca (grčki: Οργάνωση Προστασίας Λαϊκών Αγωνιστών, abbreviated ΟΠΛΑ ) koja je većinom djelovala po gradovima kao urbana gerila. Kao i SNOF, iz okolice Florine (makedonski: Lerin) grada na Makedonsko - Grčkoj granici, djelovala je i organizacija manjinskih makedonaca (Slavena) iz Grčke SNOF (makedonski: Славјано Македонски Народно Ослободителен Фронт – СНОФ, Slavjano Makedonski Narodno Osloboditelen Front), osnovan je 1943., a 1944. promijenio je ime u NOF (makedonski: Народно Ослободителен Фронт (НОФ), Narodno Osloboditelen Front).
ELAS-u su se suprotstavili ostali pokreti otpora, prije svega Grčka republikanska liga - EDES (grčki: Εθνικός Δημοκρατικός Ελληνικός Σύνδεσμος, Ethnikos Dimokratikos Ellinikos Syndesmos), pod vodstvom vojnog časnika pukovnika Napoleona Zervasa i Nacionalno socijalno oslobođenje - EKKA (grčki: Εθνική και Κοινωνική Απελευθέρωσις, Ethniki Kai Koinoniki Apeleftherosis), liberalni pokret, vrlo oporbeno nastrojen i prema monarhiji, pod vodstvom pukovnika Dimitriosa Psarrosa. EDES-u je glavni cilj bio da ELAS ne osvoji vlast nakon oslobođenja, i više se bavio time nego stvarnom borbom protiv okupatora. Ustanak je izbio u istočnoj Makedoniji gdje su Nijemci dozvolili bugarskim jedinicama da zaposjednu grčki teritorij (probugarska njemačka politika). Na to je odgovoreno velikim demonstracijama po gradovima Grčke organiziranim od strane organizacije Branioci sjevera Grčke (desničarska organizacija u gradovima grčke Makedonije).
U to vrijeme (1943.) sile Osovine i njihovi suradnici kontrolirali su samo važnije gradove i prometnice, ostavljajući planinsku unutrašnjost gerilskim pokretima otpora. Tako je 1943. ELAS imao oko 50 000 ljudi pod oružjem i kontrolirao je veći dio planinskih dijelova Peloponeza, Krete, Tesalije i Egejske Makedonije, EDES je imao oko 3000 ljudi, i to gotovo isljučivo u Epiru. EKKA je bila najmanja sa samo 1000 boraca.
U početku, zapadni saveznici (zapravo Britanci) podržavali su sve pokrete otpora i to novcem i opremom jer im je u to vrijeme dobrodošla bilo koja pomoć - koja je mogla zaustaviti nagli osovinski prodor na Bliski istok i prema Africi. U kasnijoj fazi, došlo je do preraspodjele pomoći i ona se davala favoriziranim antikomunističkim pokretima, no ELAS je spretno iskoristio kapitulaciju Italije (ljeto 1943.) i došao do velike količine oružja.
Na terenu su djelovale i krajnje desničarske paravojne organizacije, naoružavane i tajno podržavane od strane Nijemaca kao što su KSI u Ateni i PAO u Egejskoj Makedoniji. Ostaje činjenica da su svi pokreti otpora optuživali jedni druge za tajne pregovore i suradnju s okupatorskom vlašću. Savezi su bili vrlo nestabilni i krhki.
EAM je bio organizacijski najjači od svih snaga pokreta otpora, i borio se protiv svih ostalih kao i protiv paravojnih formacija vlade u Ateni.
EAM je optužio EDES za suradnju s Nijemcima i bio odlučan da uspostavi monopol nad pokretom otpora. On je čvrsto vjerovao da će Saveznici izabrati Grčku za cilj desanta, te da će uskoro doći do povlačenja Nijemaca. Zbog tog su htjeli uspostaviti dominaciju na terenu, da spremni dočekaju krah Nijemaca u Grčkoj. Ovakva situacija dovodila je do paradoksalnih sukoba između tri zaraćene strane ELAS-a, EDES-a i Nijemaca. U listopadu 1943., ELAS je napao svoje suparnike, posebice EDES, izazvavši tako pravi građanski rat u mnogim dijelovima Grčke. To je trajalo sve do veljače 1944., kada je naporom britanskih agenata došlo do primirja iz Plake.

### Politički komitet nacionalnog oslobođenja - PEEA
U ožujku 1944., EAM je kontrolirao većinu zemlje, i odlučio oformiti treću grčku vladu (uz onu iz Atene i Kaira) - Politički komitet nacionalnog oslobođenja - PEEA. Za prvog predsjednika PEEA izabran je Euripidis Bakirtzis, bivši vođa Nacionalnog i socijalnog oslobođenja (EKKA). Njegov položaj preuzeo je Alexandros Svolos, atenski profesor ustavnog prava, a Bakirtzis je preuzeo položaj potpredsjednika. Relativno umjereni ciljevi PEEA urodili su plodom, tako da je PEEA imala široku podršku velike grčke emigracije iz prekomorskih zemalja. U travnju 1944. jedinice regularne grčke vojske u egzilu u Egiptu pobunile su se protiv vlade u egzilu, sa zahtjevom da se uspostavi Vlada nacionalnog jedinstva na principima PEEA. Pobuna je ugušena od strane savezničkih jedinica (britanske vojske). Vremenom je vlada u Kairu, uz pomoć visokih časnika u zemlji i egzilu, uspjela stvoriti respektabilnu antikomunističku snagu.

### Konferencija u Libanonu - Vlada nacionalnog jedinstva
U svibnju 1944., predstavnici svih pokreta otpora i političkih grupa sastali su se na Konferenciji u Libanonu s ciljem da se postigne sporazum o Vladi nacionalnog jedinstva. I pored optužbi drugih rivalskih grupa od strane EAMa za kolaboraciju i saboterstvo, konferencija je uspjela i zbog sovjetskog pritiska da se sporazum mora postići, da se ne ugrozi jedistvo Saveznika. Borba u Grčkoj za vrijeme nacističke okupacije je bila izuzetno teška i gruba i nije dozvoljavala nekakvu tankoćutnost za osjetljiva pitanja.
Praktički sve zaraćene strane spaljivale su sela i vršile egzekucije nepoćudnih civila i ljudi osumnjičenih da su okupatorski pomagači. Prema KKE, kolaboracionističke snage poput KSI koristile su terorizam kao strategiju, dok je kod ELAS-a to bio rezultat strasti, i gubitka kontrole lokalnih komandanata, a ne službena strategija. No ostaje činjenica da su ELAS-u pripisana mnoga zvjerstva, poput masakra iz Meligalasa kad je pobijeno 1500 ljudi. Pogubljenje vođe EKKA Dimitriosa Psarrosa, je također bilo zvjerstvo koje je počinio ELAS. Po komunistima iz KKE mnogi časnici EKKA bili su suradnici okupatora, a u mnogo slučajeva to se kasnije pokazalo točnim. Ali bilo je slučajeva da su mnogi bivši časnici grčke vojske na silu novačeni u ELAS, iako su se željeli pridružiti nekomunističkim gerilskim grupama ili pak snagama Vlade iz Kaira.
Poznat je kontroverzni slučaj narednika Stefanosa Sarafisa koji je postao vojni rukovodioc ELAS-a. Njegova prava namjera je bila da se pridruži nekomunističkoj grupi komandanta Kostopoulosa u Tesaliji s grupom drugih časnika. Na tom putu su uhvaćeni od strane ELAS-ovih boraca. Sarafis je pristao pridružiti se ELAS-u i tako se izvukao, ostali iz njegove grupe su pobijeni.

## Sukob (1944.)
U ljeto 1944. je postalo potpuno jasno da će se Nijemci uskoro povući iz Grčke jer je Crvena armija već ušla u Rumunjsku i kretala se prema prostoru bivše Jugoslavije, tako bi se u Grčkoj Nijemci mogli naći u obruču, potpuno odsječeni. Vlada u izbjeglištvu, pod vodsvom liberala Georgiosa Papandreua preselila se u Cassertu (Italija) pripremajući se tako za povratak u domovinu.

### Sporazum iz Casserte
Prema sporazumu iz Casserte, sve snage otpora stavljene su pod jedinstvenu komandu britanskog generala Ronalda Scobia.
Vojske zapadnih saveznika su se iskrcale u Grčkoj tokom mjeseca listopada, ne nailazivši na neki veći otpor jer su Nijemci bili u potpunom povlačenju prema sjeveru. 13. listopada 1944. zapadni Saveznici su ušli u Atenu, a Papandreou i njegov kabinet su došli nekoliko dana kasnije. Kralj je ostao u egzilu, držeći se dogovora da će pitanje monarhije biti riješeno na referendumu koji se tek treba održati.
U tom trenutku je malo toga stajalo na putu ELASu da preuzme potpunu kontrolu nad cjelokupnom državom. Ali ELAS to nije ni pokušao, slijedivši ipak instrukcije SSSRa, a one su glasile da se nikako ne smije ugroziti jedinstvo Antihitlerovske koalicije, i time ugoziti Staljinove veće poslijeratne planove. Generalno to je bio i rezultat Teheranske konferencije i dogovora Churchill - Staljin o podjeli utjecaja na Balkanu, po kojem Grčka ulazi/ostaje u zapadnu sferu utjecaja.
Uže rukovodstvo ELAS-a znalo je za to, ali niži rukovodioci i borci ne, što je dovelo do velikih sukoba na relaciji EAM - ELAS. Slijedeći Staljinove instrukcije, vođe KKE-a su na sve načine pokušavali izbjeći konfrotacije s Papandreouovom vladom. Većina članova ELAS-a gledala je u zapadnim saveznicima - oslobodioce, iako je bilo i takvih kao što su bili neki lideri KKE-a, kao Andreas Tzimas i Aris Velouchiotis, koji nisu vjerovali zapadnjacima. Andreas Tzimas je bio u stalnom kontaktu s jugoslavenskim liderom Josipom Brozom Titom i nije se slagao sa suradnjom između ELAS-a i zapadnih saveznika.
Pitanje razoružanja organizacija otpora postalo je temelj razmimoilaženja između Papandreouove vlade i članova ELAS-a. Savjetovan od strane britanskog veleposlanika Reginalda Leepera, Papandreou je zahtijevao razoružanje svih oružanih snaga i stvaranje Narodne garde pod direktnom kontrolom vlade. ELAS je pak bio siguran da će ga to dovesti do potpune bespomoćnosti protiv desničarskih milicija. Zato je predložio alternativni plan koji je Papandreou odbio, na što se EAM povukao iz vlade 1. prosinca 1944. Nakon toga je general Ronald Scobie naredio raspuštanje ELAS-a.
Po procjeni lidera KKE Siantosa, ELAS je predstavljao snagu partije i on je tu naredbu odbio. Utjecaj Tita i njegovih komunista je po svemu bio presudan u ELAS-ovom odbijanju razoružanja. Iako je Tito bio vjeran saveznik i slijedbenik Staljina, on se držao činjenice da se uspeo na vlast pomoću vlastitih snaga i držao je da Grci trebaju uraditi isto. No usprkos tome ni njegov utjecaj nije pomogao da rukovodstvo EAM-a ne stavi svoje snage pod komandu generala Scobia.

### Atenska Dekembriana
3. prosinca,1944. nakon pucnjave koju su otvorile britanske snage na demonstrante EAM-a, ubivši pritom više od dvadesetak ljudi na centralnom atenskom trgu Sintagma (bilo je okupljeno oko 100 000 ljudi). Kontradiktorno do današnjeg dana je ostalo pitanje tko je prvi započeo pucnjavu. Nakon tog događaja otpočele su otvorene ulične borbe između ELAS-a i vladinih snaga. Zapadni saveznici su na samom početku pokušali biti neutralni, ali kada su se borbe intenzivirale uključili su se u borbe na vladinoj strani zrakoplovima i topništvom. U samom početku vladine snage sastojale su se od policajaca i jedne brigade bez teškog naoružanja. 4. prosinca Papandreou je ponudio ostavku, ali ga je britanski veleposlanik uvjerio da treba ostati. Do 12. prosinca ELAS je kontrolirao veći dio Atene i luke Pirej. Zapadnim saveznicima, koji su bili trenutačno nadjačani, u pomoć je upućena 4. britanska pješačka divizija iz Italije.
Interesantno je napomenuti da se borbene aktivnosti iz Atene nisu prenijele na ostatak zemlje, dapače bilo je i takvih paradoksalnih slučajeva da su neke jedinice RAF-a, kao ona iz Volosa (grad u centralnoj Grčkoj) davale opremu borcima ELAS-a. Borbe su se nastavile tijekom prosinca u kojem su zapadni Saveznici polako preuzimali inicijativu. U ostalom dijelu Grčke ostalo je mirno, što ukazuje na činjenicu da ELAS nije imao nikakav plan o preuzimanju vlasti već da je sukob izbio zbog ozlojeđenosti boraca ELAS-a atenskim događajima.
Izbijanje borbi između Saveznika i anti-osovinskog pokreta otpora, dok rat još traje, bio je ozbiljan politički problem za britansku vladu, i izazvalo je mnogo žestokih reakcija i prosvjeda u britanskom i američkom tisku i političkim tijelima. Da bi demostrirao svoje iskrene namjere za uspostavom mira Churchill je došao u Atenu 24. prosinca. Tu je predsjedao na konferenciji na kojoj je sudjelovao i sovjetski predstavnik a koja je organizirana za postizanje mira među zaraćenim stranama. Konferencija nije uspjela zbog previsokih zahtjeva EAM / ELASa, koji su odbijeni.

### Prekid vatre - ELAS napušta Atenu
Na početku siječnja ELAS je izbačen iz Atene. Na Churchillovu inicijativu Papandreou je podnio ostavku na položaj premijera i zamijenjen je antikomunističkim generalom Nikolaosom Plastirasom. 15. siječnja 1945., general Scobie je pristao na prekid vatre, uz uvjet da se ELAS povuče sa svojih pozicija u Patrasu i Solunu i pristane na demobilizaciju na Peloponezu. Ovo je bio težak poraz, ali ELAS ipak opstao a KKE dobio priliku da razmisli o svojoj budućoj poziciji.
Poraz KKE 1945. je u najvećoj mjeri bio politički. Porast terorizma unutar redova KKE, otežao je pronalaženje političkih rješenja. Rigidni lov na kolaboracioniste proširio se i na ljude koji s tim nisu imali veze. Na taj je način svojim krutim stavovima KKE stekao mnogo neprijatelja, kao i zbog pogubljenja gotovo 8000 ljudi zbog različitih političkih delikata, tijekom svoje kratkotrajne vlasti u Ateni. Isto tako je vrlo nepovoljno odjeknulo i uzimanje 20 000 talaca, prilikom povlačenja iz Atene. Nakon borbi u Ateni, popularnost KKE je naglo opala, pa su nakon toga mnogi istaknuti članovi EAM-a, nekomunisti, napustili tu organizaciju. Nasuprot tome desni terorizam naglo je ojačao.

## Zatišje (1945. – 1946.)

### Varkiza sporazum
U veljači 1945. došlo je do tzv. Varkiza sporazuma među brojnim grčkim snagama otpora, uz veliku podršku svih Saveznika. On je predviđao kompletno razoružanje ELAS-a i svih drugih paravojnih organizacija pokreta otpora, amnestiju za sve političke prijestupe, referendum o monarhiji i opće izbore u što kraćem roku. KKE je ostala legalna politička stranka a njen pravi vođa Nikolaos Zachariadis vratio se iz njemačkog zatočeništva, i objavio da je novi cilj KKE - narodna demokracija koja treba biti postignuta mirnim sredstvima. Sporazum iz Varkize pretvorio je politički poraz KKE i u vojni. ELAS je ukinut, dok su istovremeno Nacionalna armija i drugi desničarski ekstremisti bili slobodni u svom lovu na bivše članove EAM-a, jer amnestija nije bila potpuna, zbog tretmana da su mnoge akcije tokom njemačke okupacije bile kriminalne i na taj način su izuzete iz opće amnestije. Rezultat takve situacije bio je taj da su mnogi veterani posakrivali oružje po planinama, a njih oko 5000 prebjeglo je u tadašnju Jugoslaviju, i pored toga što rukovodstvo KKE to nije odobravalo. KKE se i javno ogradila od svog člana Arisa Velouchiotisa koji je pozvao veterane ELASa na otpor, a on je ubrzo nakon toga ubijen od vladinih snaga sigurnosti.
Papandreu je u srpnju 1945. objavio da je raspuštanje Kominterne farsa i obmana. To je značilo da dolazi do zategnuća odnosa tako da se KKE unatoč Staljinovom protivljenju odlučio za nastavak borbe protiv, kako su oni tada govorili, monarho - fašističkog režima. KKE je bojkotirala izbore održane u ožujku 1946. na kojima je pobijedila monarhistički nastrojena Ujedinjena Patriotska Stranka (Inomeni Parataxis Ethnikofronon), koalicija čiji je glavni član bila Narodna stranka Konstantinosa Tsaldarisa. Rujanski referendum je tijesnom većinom odlučio da Grčka ostaje monarhija, KKE je rezultate izbora osporio, a kralj Georgios II vratio se u Atenu i time ojačao probritanske pozicije u zemlji.

## Građanski rat (1946. – 1949.)
Podijeljenost grčkog društva kulminirala je po završetku njemačke okupacije 1944. i izbijanjem građanskog rata između rojalista, podržavanih od strane britanskih snaga i komunističke gerile. Borbe su se nastavile u ožujku 1946., nakon ubacivanja veterana ELAS-a u Grčku kroz planinske prijevoje na grčko - makedonskoj granici (Kajmakčalan). Oni su se reorganizirali i nazvali DSE, Demokratska armija Grčke (grčki: Dimokratikos Stratos Elladas) pod vodsvom veterana ELAS-a, Markosa Vafiadisa (poznatijeg pod imenom - General Markos).
DSE je imala baze u Jugoslaviji, i koristila se gerilskom taktikom. I albanska komunistička vlast je podržavala borce DSE, ali je politika SSSR-a ostala prilično neodlučna, naročito prema KKE. Po nekim povjesničarima Staljinu je Grčka služila samo kao test odlučnosti zapadnih saveznika. Takav isti test provodio se je i nešto zapadnije oko pitanja Trsta (zona A i zona B) kao i pitanja Koruške. Do kraja 1946. DSE je razmjestila oko 10 000 boraca u razne dijelove Grčke, manje više u sjevernim planinskim dijelovima zemlje uz grčko - makedonsku i grčko - albansku granicu. Prema navodima DSE - njezini borci su se samo odupirali teroru koji su desničarske grupe provodile po cijeloj Grčkoj. Tijekom 1945. – 1946., 60 desničarskih grupa pobilo je oko 1200 grčkih građana i izvršilo više od 13 000 napada na dijelove zemlje pod kontrolom DSEa, ustvari na sela i gradove u na sjeveru grčke pokrajine Makedonije. Prema desničarskim navodima, ove grupe su samo vraćale milo za drago za ono što su one proživjele za vrijeme vladavine ELAS-a.
Ovo ipak nije bilo nimalo utješno običnim građanima tog dijela Grčke koji su se najćešće našli između dvije unakrsne vatre. Prilikom dolaska partizana u sela i na njihovo traženje zaliha, građani se nisu mogli oduprijeti. To je kasnije korišteno kao argument protiv njih od strane vladinih snaga, pa su zbog toga trpjeli teške posljedice. Mnogi od tako teroriziranih seljaka i građana (velikim dijelom etičkih Makedonaca) dali su se zbjegove i na kraju ostali bez ičega, i završili kao izbjeglice. Po nekim izvorima iz sjeverne Grčke je izbjeglo u trajno izgnanstvo, oko 140 000 tisuća ljudi, većinom Makedonaca, uz manji dio Bugara, Albanaca i Grka.
Grčka vojska narasla je na 90 000 ljudi i postajala sve bolje i profesionalnije vođena i opremljena. Zadatak opremanja i uvježbavanja vojske preuzeli su zapadni Saveznici. Ispočetka je to bilo Ujedinjeno Kraljevstvo, koje je 1947. izjavilo da ga to košta 85 milijuna funti, i da nije u stanju nositi dalje taj financijski teret. Na to je američki predsjednik Harry S. Truman izvjestio javnost da će SAD priskočiti u pomoć vladi Grčke u borbi protiv komunističke agresije. Nakon toga nastupilo je razdoblje u kojem je američki veleposlanik bio savjetnik Kralja po svim iole važnijim pitanjima, poput koga treba postaviti za premijera. U tijeku 1947. intenzitet borbi je povećan. DSE je pokrenuo akciju prepada na veća naseljena mjesta sjevernog Epira, Tesalije i Makedonije, provocirajući tako vladine snage na protudare u prazno, jer su se jedinice DSE povlačile na sigurno preko jugoslavenske granice. To je iscrpljivalo vladine snage, i potkopavalo moral, trebalo je vremena da podrška SAD postane vidljivija.
U rujnu 1947. čelništvo KKE je odlučilo promijeniti vojnu taktiku, i s gerilskog ratovanja, i malih vojnih formacija prijeći na veće jedinice i na statičniji oblik borbe, obranom zauzetih pozicija, usprkos protivljenju generala Markosa i jugoslavenskih savjetnika poput Svetozara Vukmanovića - Tempa. 

### Privremena Demokratska Vlada
U studenom KKE je oformila Privremenu Demokratsku Vladu na čelu s generalom Markosom. Ovo je dovelo do toga da je atenska vlada zabranila daljnji rad KKE. Komuniste je stavila izvan zakona i uvela strogu cenzuru tiska. Vladu KKE nije priznala nijedna strana vlada. KKE je željela zauzeti neko važnije urbano mjesto za sjedište svoje vlade što je dovelo do velikih gubitaka (oko 1.200 boraca DSE) prilikom neuspjelog pokušaja zauzimanja grada Konitse (sjever Grčke). Nova strategija KKE primorala je Grčku vladu na povećanje vojnih efektiva i veću kontrolu terena, tako da je povećanom kontrolom pohvatan velik broj članova i simpatizera KKE i zatvoren na otok Makronisos. I pored neuspjeha kao što je bila Konitsa, u tijeku 1948. DSE je dosegla vrhunac svoje snage uspjevši proširiti svoje akcije sve do Peloponeza i Atike, na svega dvadesetak kilometara od Atene. Imala je oko 20 000 boraca i mrežu simpatizera i pomagača u svakom iole većem mjestu. Uslijedila je nova taktika vladinih snaga, preventivno čišćenje čitavih dijelova sjeverne Grčke radi onemogućavanja davanja potpore DSE. Ovo je dovelo do masovnih zbjegova, i povećalo broj ionako brojnih izbjeglica, ali je to dovelo i do velikog egzodusa etičnih Makedonaca, koji su činili gotovo jednu trećinu svih efektiva DSE. Bolja oprema i velik broj vanjskih savjetnika počeli su dolaziti u sve većoj mjeri. Pokrenuta je serija velikih ofenziva na planine centralne Grčke s promjenjivim rezultatima. To je dovelo do rasta morala u vladinim jedinicama, a istovremeno iscrpljivao i slabio moral boraca DSE.

## Kraj rata 1949.
Pola milijuna Grka je bilo raseljeno zbog borbi. No fatalan udarac na DSE i KKE zadala je politika, a ne vojne akcije. U lipnju 1948. SSSR i njegovi sateliti prekinuli su odnose s Titovom Jugoslavijom (Rezolucija Informbiroa), koja je bila najveći podupiratelj DSE. To je dovelo do situacije biranja unutar grčkog rukovodstva; između lojalnosti Staljinu ili oprijedeljenja za Tita. Čitava ta situacija dovela je do rastrojstva i teških unutrašnjih borbi u do tada relativno koherentnom rukovodstvu DSE i KKE. Ubrzo je smijenjen general Markos (siječanj 1949.) koji je optužen za - titoizam i uklonjen sa svojih političkih i vojnih položaja, te zamijenjen Zachariadisom, koji se držao Kominternine (Staljinove) linije. Zbog razloga koji ni do danas nisu potpuno jasni, u svakom slučaju bila su to vremena velikih rasprava i razočaranja, Jugoslavija je zatvorila granicu gerilcima DSE u srpnju 1949. i raspustila njihove kampove unutar Jugoslavije. Formalno, DSE je još uvijek mogla djelovati iz Albanije, ali je to bila slaba alternativa. Unutrašnje borbe unutar KKE dovele su do velike demoralizacije i pada podrške stanovništva komunistima, naročito u urbanim sredinama. U to isto vrijeme, Nacionalna armija pronašla je talentiranog komandanta u generalu Alexanderu Papagosu.

### Operacija -  Baklja
U kolovozu 1949. Papagos je pokrenuo veliku ofenzivu protiv DSE u sjevernoj Grčkoj, pod nazivom "operacija Baklja". (U akciji su sudjelovali avioni s napalm bombama). Akcija je rezultirala velikom pobjedom Nacionalne armije i teškim gubitcima za DSE koji se više nije bio u stanju oporaviti pa ni pružati daljnji otpor. Do rujna 1949. većina boraca se ili predala ili prebjegla preko granice u Albaniju.
Na kraju mjeseca je albanska vlada, najvjerojatnije uz konzultacije sa SSSRom, objavila da neće više tolerirati DSE na svom teritoriju. 16. listopada Nikolaos Zachariadis je objavio - privremeni prekid vatre radi sprječavanja totalnog uništenja Grčke. To je bio i kraj Grčkog građanskog rata. Zapadni saveznici su kraj Grčkog građanskog rata vidjeli kao veliku pobjedu protiv komunizma, a prije svega protiv SSSR-a kao stožerne sile te ideologije. Paradoks je u činjenici da SSSR nije nikad javno dao podršku KKEu u njegovim težnjama da osvoji vlast u Grčkoj.
Najveća podrška i pomoć dolazila je iz Jugoslavije, mnogi istaknuti jugoslavenski komunisti bili su aktivni borci DSE-a, kao Oskar Davičo (on je napisao i knjigu - Među Markosovim partizanima).
Građanski rat ostavio je Grčku u velikim nevoljama, - prije svega podijelio je Grke za sljedeća četiri desetljeća i učinio je prilično nestabilnom zemljom. Dobar dio Grka završio je po zatvorima na dugim robijama, veliki dio otišao je u trajnu emigraciju u socijalističke zemlje, veliki dio otišao je u prekomorske zemlje, a od šesdesetih u Njemačku, Švicarsku i ostale europske zemlje.

### Nakon sukoba
Iza rata su desničarske ekstremističke organizacije imale veliku ulogu u političkom životu zemlje stalno potičući tenzije i sukobe s ljevičarskim organizacijama. Najpoznatiji takav sukob bio je ubojstvo ljevičarskog političara Gregorisa Lambrakisa 1963. (taj događaj je bio inspiracija za film - "Z", politički triler Coste Gavrasa).
Netom prije dolaska hunte na vlast zbio se jedan interesantan sudski proces, suđenje grupi časnika iz organizacije "APSIDA" (anti-monarhistički časnici, ljevičarskih uvjerenja). Oni su optuženi da žele preuzeti vlast državnim udarom i suđeni su za zavjeru protiv grčke države i zato što su slijedbenici poznatog komunista. Paradoks je da su oni bili slijedbenici socijalističkog lidera Andreasa Papandreoua, sina Georgiosa Papandreoua, bivšeg grčkog premijera koji je vodio Centrističku uniju - EK (grčki: Ένωση Κέντρου, Enosi Kentrou) i koji je nakon udara napustio zemlju i otišao u egzil. 21. travnja 1967. grupa vojnih časnika izvršila je državni udar, tvrdivši da time zemlju spašava od anarhije i kaosa. Vođa udara bio je pukovnik Georgios Papadopoulos, inače član organizacije Sveti savez grčkih časnika IDEA (grčki: Ιερός Δεσμός Ελλήνων Αξιωματικών), zbog čega je kasnije ta vlast dobila naziv "pukovnička hunta".

### Izmirenje
Nakon pada vojne hunte 1974., i povratka Constantina Karamanlisa, njegova konzervativna vlada desnog centra legalizirala je KKE i izglasala ustav koji je garantirao političke slobode, prava pojedinca i slobodne izbore. 1981. lijeva vlada PASOK-a, koja je naslijedila desni centar, izglasala je zakon o dodijeli mirovina svim ELAS-ovim borcima, zbog zasluga u borbi za nacionalno oslobođenje, usprkos činjenici da su se oni kasnije borili protiv vlastite vlade. PASOK je tu činjenicu koristio za tvrdnju da je time smanjio napetosti i polarizacije u grčkom društvu.

### Engleski izvori
- W. Byford-Jones, The Greek Trilogy: Resistance-Liberation-Revolution, London, 1945.
- R. Capell, Simiomata: A Greek Note Book 1944. – 45., London, 1946.
- W. S. Churchill, The Second World War
- Nigel Clive, A Greek experience 1943. – 1948., ed. Michael Russell, Wilton Wilts.: Russell, 1985. (ISBN 0-85955-119-9)
- D. Close (ed.), The Greek civil war 1943. – 1950.: Studies of Polarization, Routledge, 1993.
- Dominique Eude, Les Kapetanios (na francuskom i grčkom), Artheme Fayard, 1970.
- N.G.L. Hammond Venture into Greece: With the Guerillas, 1943. – 44., London, 1983. (Kao i Woodhouse, i on je bio član britanske vojne misije)
- Cordell Hull, The Memoirs of Cordell Hull, New York 1948.
- S.N. Kalyvas, The Logic of Violence in Civil War, Cambridge, 2006.
- Georgios Karras, ``The Revolution that Failed. The story of the Greek Communist Party in the period 1941. – 49.`` M.A. Thesis, 1985. Dept. of Political Studies University of Manitoba Canada.
- D. G. Kousoulas, Revolution and Defeat: The Story of the Greek Communist Party, London, 1965.
- Reginald Leeper, When Greek Meets Greek: On the War in Greece, 1943-1945, London, 1950.
- M. Mazower (ed.) "After the War was Over. Reconstructing the Family, Nation and State in Greece, 1943-1960" Princeton University Press, 2000. (ISBN 0691058423)
- E. C. W. Myers, Greek Entanglement, London, 1955.
- Elias Petropoulos, Corpses, corpses, corpses (ISBN 960-211-081-3)
- C. M. Woodhouse, Apple of Discord: A Survey of Recent Greek Politics in their International Setting, London, 1948. (Woodhouse je bio član britanske vojne misije u Grčkoj tijekom rata)

### Grčki izvori
- Ευάγγελος Αβέρωφ, Φωτιά και τσεκούρι. Napisano od bivšeg vođe Nove demokracije Evangelos Averoff — izvorno na francuskom. (ISBN 960-05-0208-0)
- Γιώργος Δ. Γκαγκούλιας, H αθέατη πλευρά του εμφυλίου. Napisano od bivšeg borca ELAS -a. (ISBN 960-426-187-8)
- Αλέξανδος Ζαούσης, Οι δύο όχθες, Atena, 1992
- Αλέξανδος Ζαούσης, Η τραγική αναμέτρηση Atena, 1992
- Νίκος Μαραντζίδης, Γιασασίν Μιλλέτ (ISBN 960-524-131-5)
- Γιώργος Μαργαρίτης, Ιστορία του Ελληνικού εμφύλιου πολέμου 1946. – 1949., "Βιβλιόραμα", Atena, 2001.
- Σπύρος Μαρκεζίνης, Σύγχρονη πολιτική ιστορία της Ελλάδος, Atena, 1994.
- Γεώργιος Μόδης, Αναμνήσεις, Solun, 2004. (ISBN 960-8396-05-0)

## Poveznice
- Povijest Grčke

## Vanjske poveznice
- Grčki građanski rat u marksističkom arhivu
- Andartikos - kratka povijest gr;kog pokreta otpora, 1941.-5. s portala libcom.org/history
- Izvješće globalsecurity.org
- Απολογισμός των 'Δεκεμβριανών'  Arhivirana inačica izvorne stranice od 22. siječnja 2008. (Wayback Machine) (samo na grčkom) Εφημερίδα ΤΟ ΒΗΜΑ-Δεκέμβρης 1944:60 χρόνια μετά
- Battle of Grammos-Vitsi  Arhivirana inačica izvorne stranice od 25. rujna 2011. (Wayback Machine) Olučna bitka kojom je završio grčki građanski rat
- Nicholas Gage, Autor knjige Eleni  Arhivirana inačica izvorne stranice od 29. travnja 2009. (Wayback Machine)

Sestrinski projekti
|  | Zajednički poslužitelj ima još gradiva o temi Grčki građanski rat |